# Морево (Московская область)
Морево — деревня в Рузском городском округе Московской области. Население 4 человека на 2006 год. До 2006 года Морево входило в состав Краснооктябрьского сельского округа
Деревня расположена на юго-востоке района, на левом берегу малой речки Яковлевка (левый приток Москва-реки), в 15 км от Рузы, высота центра над уровнем моря 198 м. Ближайшие населённые пункты — Молодиково в 200 м на восток и Хрущёво — в 1,5 км южнее.

Памятники археологии
Моревские курганы
Селище "Морево 1",  XII-XIV вв.